# Großmugl
Großmugl ist eine österreichische Marktgemeinde mit 1613 Einwohnern (Stand 1. Jänner 2025) im Bezirk Korneuburg in Niederösterreich.

## Geografie
Großmugl liegt im Hügelland des Weinviertels in Niederösterreich, etwa 15 km nördlich von Stockerau. Die Fläche der Marktgemeinde umfasst 64,49 km², 29,91 % der Fläche sind bewaldet.

### Gemeindegliederung
Das Gemeindegebiet umfasst folgende zehn Ortschaften (in Klammern Einwohnerzahl Stand 1. Jänner 2025):
- Füllersdorf (99)
- Geitzendorf (105)
- Glaswein (3)
- Großmugl (553)
- Herzogbirbaum (271)
- Nursch (114)
- Ottendorf (71)
- Ringendorf (131)
- Roseldorf (160)
- Steinabrunn (106)

Die Gemeinde besteht aus den Katastralgemeinden:
- Füllersdorf
- Geitzendorf
- Glasweiner Wald
- Großmugl
- Herzogbirbaum
- Nursch
- Ottendorf
- Ringendorf
- Roseldorf
- Steinabrunn

Großmugl gehört zum Gerichtsbezirk Korneuburg, da mit 1. Jänner 2013 der Gerichtsbezirk Stockerau aufgelöst wurde.

### Nachbargemeinden
| Hollabrunn (Bez. Hollabrunn)  |                                             |                  |
| Göllersdorf (Bez. Hollabrunn) | Kompassrose, die auf Nachbargemeinden zeigt | Ernstbrunn 0     |
| Sierndorf                     |                                             | Niederhollabrunn |

## Geschichte

Groß Mugl und der Leeberg (Mitte oben) und Umgebung um 1873 (Aufnahmeblatt der Landesaufnahme)

Erstmals genannt wurde der Ort 1298 als Grassemugl (großer Mugel), Bezug nehmend auf den weithin sichtbaren Leeberg. Dieser ist ein künstliches Hügelgrab und stammt wahrscheinlich aus der älteren Eisenzeit (Hallstattzeit) zwischen 800 und 480/450 v. Chr. Aufgrund der Größe ist davon auszugehen, dass eine bedeutende Persönlichkeit unter dem Hügel begraben liegt. Es finden sich auch zwei Kreisgrabenanlagen, Lange Ries bei Steinabrunn und Linen bei Herzogbirbaum.
Im Gemeindegebiet wurden bei Ausgrabungen zahlreiche Funde gemacht (Gerätschaften, menschliche und tierische Knochen).
Sturmböen und schwerer Regen in den frühen Stunden des 6. Mai 2015 spülten umliegende Felder aus und verursachten eine Schlammlawine im Ort.

### Bevölkerungsentwicklung
Seit 1869 nahm die Bevölkerung kontinuierlich ab und erreichte 1991 mit 1.428 ihren tiefsten Stand. Bis zur nächsten Volkszählung 2001 war erstmals wieder ein Zuwachs um 6,4 % zu verzeichnen. Dieser ist auf die positive Wanderungsbilanz (+7,5 %) zurückzuführen, durch welche die negative Geburtenbilanz (−1,1 %) mehr als wettgemacht wurde.
| Großmugl: Einwohnerzahlen von 1869 bis 2025         | Großmugl: Einwohnerzahlen von 1869 bis 2025 | Großmugl: Einwohnerzahlen von 1869 bis 2025 | Großmugl: Einwohnerzahlen von 1869 bis 2025 | Großmugl: Einwohnerzahlen von 1869 bis 2025 |
| --------------------------------------------------- | ------------------------------------------- | ------------------------------------------- | ------------------------------------------- | ------------------------------------------- |
| Jahr                                                |                                             |                                             |                                             | Einwohner                                   |
| 1869                                                | 1869                                        |                                             | 2.253                                       | 2.253                                       |
| 1880                                                | 1880                                        |                                             | 2.442                                       | 2.442                                       |
| 1890                                                | 1890                                        |                                             | 2.377                                       | 2.377                                       |
| 1900                                                | 1900                                        |                                             | 2.371                                       | 2.371                                       |
| 1910                                                | 1910                                        |                                             | 2.400                                       | 2.400                                       |
| 1923                                                | 1923                                        |                                             | 2.322                                       | 2.322                                       |
| 1934                                                | 1934                                        |                                             | 2.219                                       | 2.219                                       |
| 1939                                                | 1939                                        |                                             | 2.176                                       | 2.176                                       |
| 1951                                                | 1951                                        |                                             | 2.102                                       | 2.102                                       |
| 1961                                                | 1961                                        |                                             | 1.875                                       | 1.875                                       |
| 1971                                                | 1971                                        |                                             | 1.668                                       | 1.668                                       |
| 1981                                                | 1981                                        |                                             | 1.493                                       | 1.493                                       |
| 1991                                                | 1991                                        |                                             | 1.428                                       | 1.428                                       |
| 2001                                                | 2001                                        |                                             | 1.519                                       | 1.519                                       |
| 2011                                                | 2011                                        |                                             | 1.584                                       | 1.584                                       |
| 2021                                                | 2021                                        |                                             | 1.622                                       | 1.622                                       |
| 2025                                                | 2025                                        |                                             | 1.613                                       | 1.613                                       |
| Quelle(n): Statistik Austria, Gebietsstand 1.1.2021 |                                             |                                             |                                             |                                             |

### Religion
90,1 % der Bevölkerung sind römisch-katholisch, 2,0 % sind evangelisch. Mit weniger als 1 % sind Mitglieder der Orthodoxen Kirche, des Islam und anderer Glaubensgemeinschaften vertreten, ohne religiöses Bekenntnis sind 5,5 % der Bevölkerung.

## Kultur und Sehenswürdigkeiten

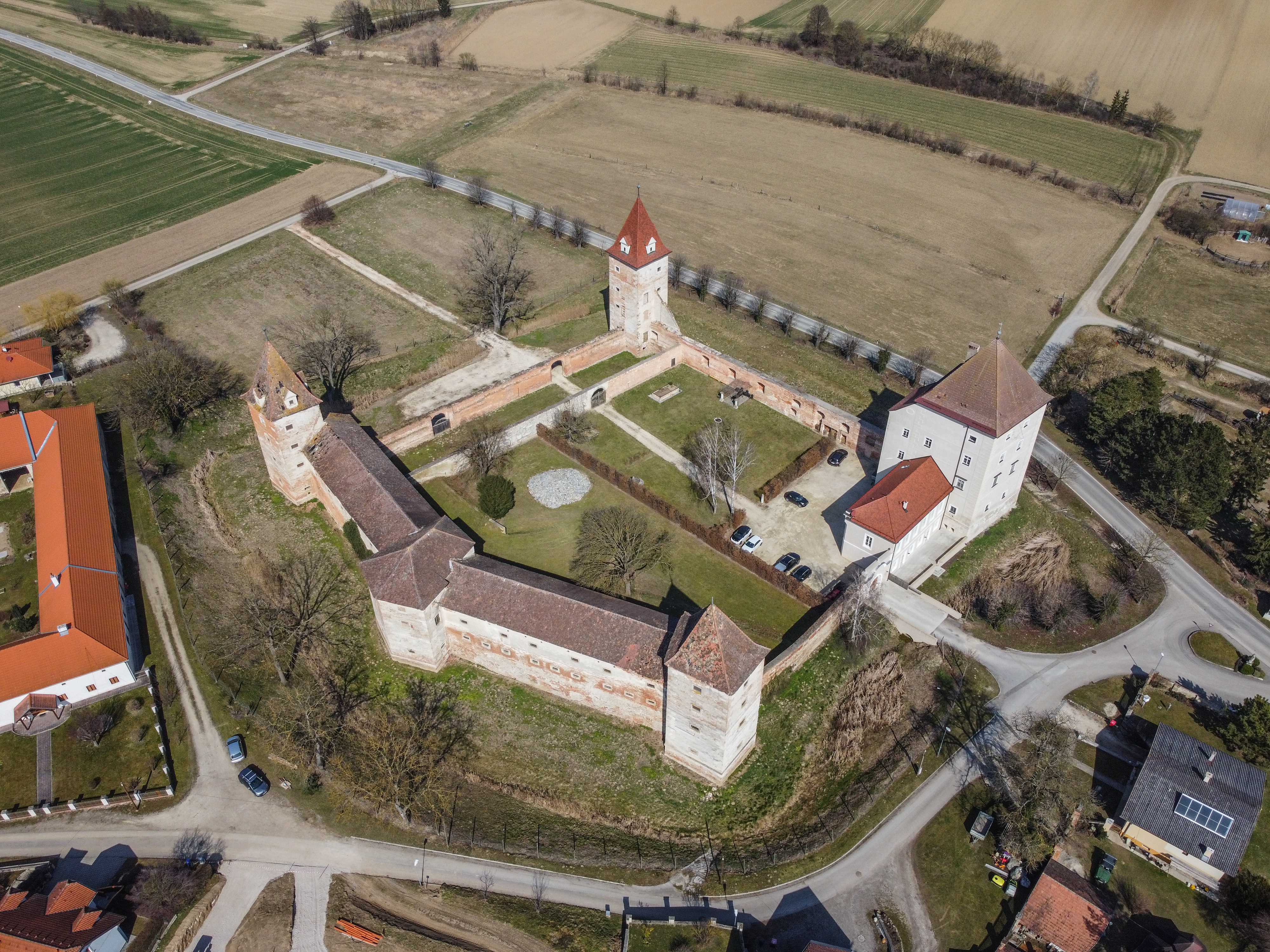
Schloss Steinabrunn Luftbild

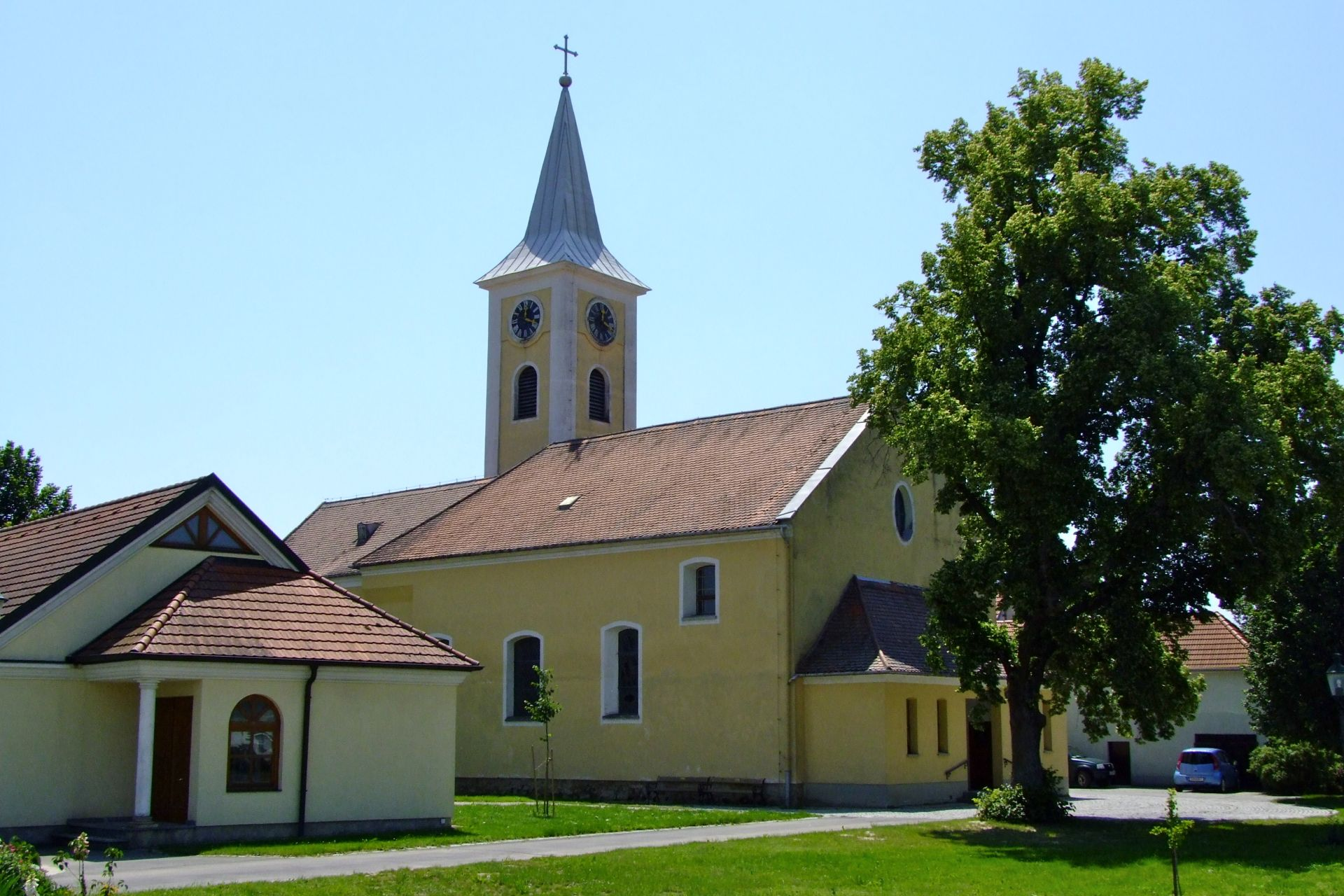
Pfarrkirche Herzogbirbaum

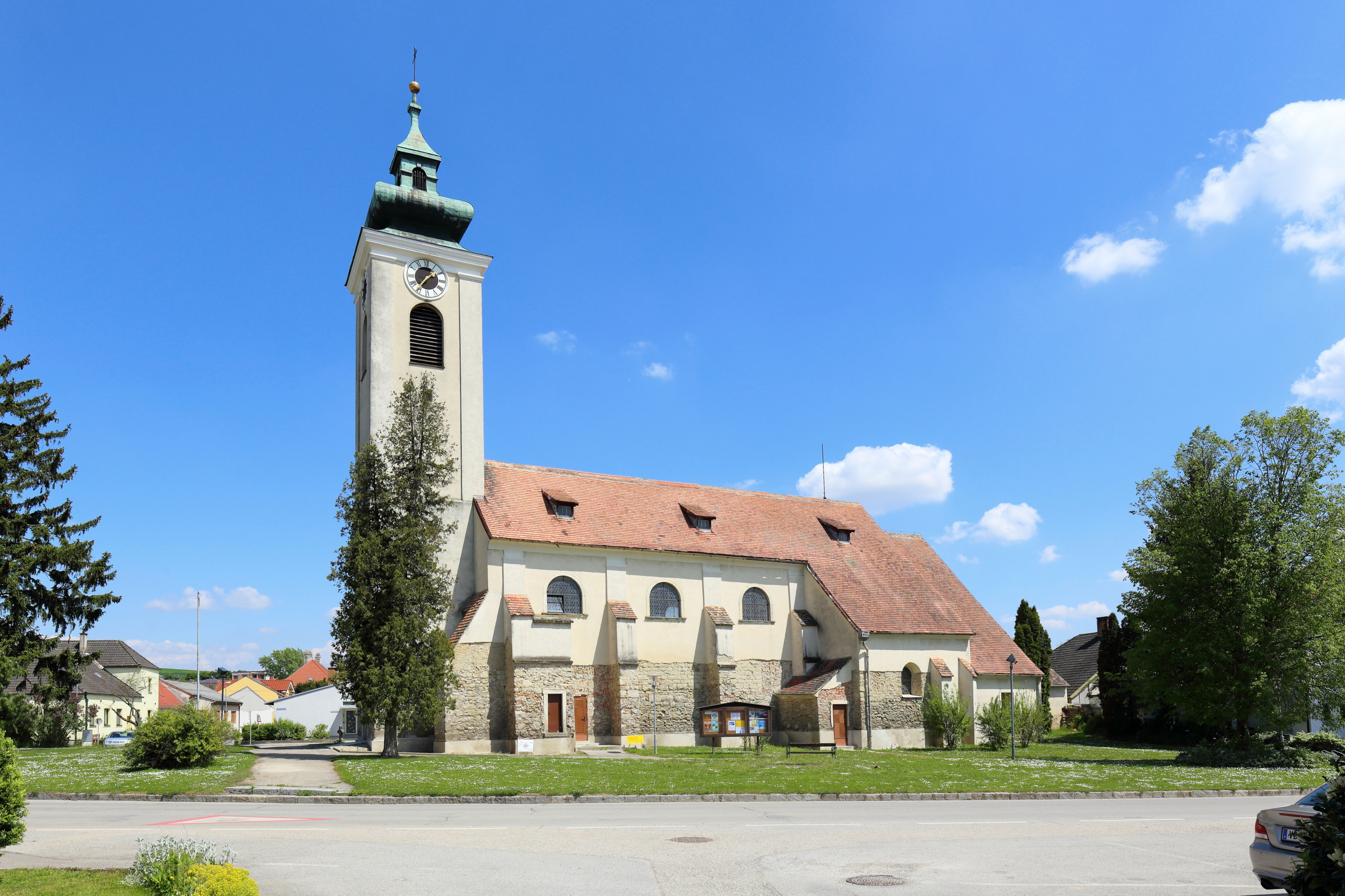
Pfarrkirche Großmugl

- Der Tumulus Leeberg aus der Hallstattzeit – das Wahrzeichen der Gemeinde
- Katholische Pfarrkirche Herzogbirbaum hl. Johannes der Täufer
- Katholische Pfarrkirche Großmugl hl. Nikolaus
- der vom Tumulus ausgehende Planetenweg der künftigen Sternenlicht-Oase Großmugl

## Wirtschaft und Infrastruktur
Im Jahr 2010 waren 72 Prozent der Gemeindefläche forst- und landwirtschaftliche Nutzfläche. Diese wurde von 110 Landwirten bearbeitet, davon waren 76 Vollerwerbsbauern. Von den 23 Beschäftigten im Produktionssektor arbeiteten 20 im Baugewerbe. Die wichtigsten Arbeitgeber im Dienstleistungssektor waren die Bereiche Handel (54), soziale und öffentliche Dienste (38) und freiberufliche Tätigkeiten (20 Beschäftigte).

### Verkehr
Von Großmugl erreicht man mit dem Auto Stockerau in rund 20 Minuten. Dort hat man an Anschluss an die Schnellbahn nach Hollabrunn, Korneuburg und Wien. Auch gibt es regelmäßige Busverbindungen nach Stockerau und Hollabrunn.

### Bildung
In Großmugl befindet sich ein Kindergarten.

### Regelmäßige Veranstaltungen
- Feuerwehrfest: zu Christi Himmelfahrt in Herzogbirbaum
- Kellerfest: Ende Juni in der historischen Kellergasse Herzogbirbaum
- Maibaumaufstellen: Jährlich am 30. April beim Feuerwehrhaus Großmugl
- Sternenfest: Jährlich Ende Juli / Anfang August in Großmugl, sowie die Perseidennächte um den 12./13. August

## Politik

### Gemeinderat
Der Gemeinderat hat 19 Mitglieder.
- Nach den Gemeinderatswahlen in Niederösterreich 1990 hatte der Gemeinderat folgende Verteilung: 16 ÖVP, 1 FPÖ, 1 SPÖ und 1 Sonstige.
- Nach den Gemeinderatswahlen in Niederösterreich 1995 hatte der Gemeinderat folgende Verteilung: 16 ÖVP, 2 SPÖ und 1 FPÖ.[9]
- Nach den Gemeinderatswahlen in Niederösterreich 2000 hatte der Gemeinderat folgende Verteilung: 14 ÖVP, 4 SPÖ und 1 FPÖ.[10]
- Nach den Gemeinderatswahlen in Niederösterreich 2005 hatte der Gemeinderat folgende Verteilung: 14 ÖVP, 3 SPÖ und 2 ULB–Unabhängige Bürgerliste.[11]
- Nach den Gemeinderatswahlen in Niederösterreich 2010 hatte der Gemeinderat folgende Verteilung: 14 ÖVP und 5 U.B.L.–Unabhängige Bürgerinnen Liste.[12]
- Nach den Gemeinderatswahlen in Niederösterreich 2015 hatte der Gemeinderat folgende Verteilung: 14 ÖVP und 5 U.B.L.–Unabhängige Bürgerinnen Liste.[13]
- Nach den Gemeinderatswahlen in Niederösterreich 2020 hat der Gemeinderat folgende Verteilung: 16 ÖVP und 3 PRO–Promugl–Die Demokraten (SPÖ).[14]
- Nach den Gemeinderatswahlen in Niederösterreich 2025 hat der Gemeinderat folgende Verteilung: 10 ÖVP, 6 LISTE (Liste Gerhard de Witt) und 2 SPÖ (als proMugl – Die Demokraten) und 1 FPÖ.[15]

### Bürgermeister
- ? – 2009 Josef Kreitmayer (ÖVP)
- 2009 – ? Karl Lehner (ÖVP)
- ? – 2025 Christoph Mitterhauser (ÖVP)
- seit 2025 Gerhard de Witt (Liste Gerhard de Witt)[16]

### Umweltpolitik
Im Jahr 2009 beschloss die Gemeinde, sich als erste Gemeinde in Europa für einen Schutz des Nachthimmels durch die UNESCO als Welterbe zu bewerben. Der Hintergrund dieser Aktion liegt in dem wirklich dunklen Nachthimmel, der nicht durch die Beleuchtungskörper in und um Großmugl aufgehellt (lichtverschmutzt) wird. So können in Großmugl in der Nacht etwa 5.000 Sterne gesehen werden, im Gegensatz zu der nicht weit entfernten Stadt Wien, wo durch das viele Kunstlicht nur etwa 100 Sterne wahrgenommen werden können.
Gerade in Bezug auf die zahlreichen prähistorischen Anlagen ist deren – vermutlich schon zeitgenössischer – astronomischer Bezug ein Schutzgut im Sinne der Welterbe-Bestrebungen, das erfahrbar erhalten bleiben soll.
Die Gemeinde hat sich zur Sternenlichtoase erklärt, das ist ein Lichtschutzgebiet im Sinne der La-Palma-Deklaration der UNESCO 2007 zu einem dunklen Nachthimmel als Erbe der Menschheit („Recht auf Sternenlicht“). Das Verfahren der Anerkennung durch die UNESCO ist seit 2010 in Gang.
Propagiert wird der humoristische Name Großmugl an der Milchstraße.

## Persönlichkeiten

### Söhne und Töchter der Gemeinde
- Josef Sigmund Ebersberg (1799–1854), Schriftsteller und Journalist
- Agnes Fabianek (1941–2015), Zisterzienserin, Äbtissin des Klosters Mariastern-Gwiggen 1968–2005, Priorin des Klosters Helfta 2010–2015
- Eberhard Petschinka (* 1953), Autor, Regisseur und Maler
- Josef Blum, Kapellmeister, Komponist, Musiklehrer und Chorleiter
- Günter Kraft (* 1972), Landtagsabgeordneter

### Ehrenbürger der Gemeinde
- Robert Schießbiegl (1935–2007), Malermeister, Komponist, Dichter, Heimatforscher, Regens Chori
- Stephan Turnovszky (* 1964), Weihbischof von Wien, von September 2000 bis Sommer 2005 Pfarrer von Großmugl und Herzogbirbaum, Ehrenbürger seit 14. Mai 2008
- Louise Wottle, Widerstandskämpferin gegen das NS-Regime